# El Dorado Hills
El Dorado Hills ist ein Census-designated place im El Dorado County im Bundesstaat Kalifornien der Vereinigten Staaten. Das U.S. Census Bureau hat bei der Volkszählung 2020 eine Einwohnerzahl von 50.547 ermittelt.

## Geographie
Die Ortschaft liegt im westlichen El Dorado County in den hügeligen Ausläufern der Sierra Nevada, etwa 40 km (25 Meilen) nordöstlich der kalifornischen Hauptstadt Sacramento und 20 km südwestlich von Coloma, wo 1848 der kalifornische Goldrausch ausgelöst wurde. Im Westen grenzt es an die Stadt Folsom im Sacramento County und im Osten an den census-designated place Cameron Park. Im Norden grenzt El Dorado Hills an den Folsom Lake und der Südteil wird vom U.S. Highway 50 durchlaufen.

## Demographie
Bei der Volkszählung 2000 wurden 18.016 Einwohner gezählt, bei der Volkszählung 2010 waren es bereits 42.108. Der Anstieg hing dabei sowohl von einer Bevölkerungszunahme als auch von einer Ausweitung der Gebietsgrenzen ab. 2010 gab es 15.277 Haushalte mit einem Durchschnittseinkommen von 126.520 US-Dollar (Schätzung für 2016: 130.997 $). Damit war das durchschnittliche Einkommen etwa doppelt so hoch wie der kalifornische Durchschnitt (67.739 $).
Das Durchschnittsalter lag 2010 bei 42,9 Jahren und 96,7 Prozent hatten mindestens einen High-School-Abschluss. Die Bevölkerung bestand 2016 zu 73,1 % aus Weißen und zu 12,2 % aus Menschen mit asiatischem Hintergrund. 9 % waren Hispanics, 2 % Afroamerikaner und 0,7 % Prozent waren indianischer Herkunft. 2,8 % gaben mehrere Rassen an.

## Söhne und Töchter
- Cimorelli, Pop-Gruppe
- Kaitlyn Dias (* 1999), Schauspielerin